# Lasnigo

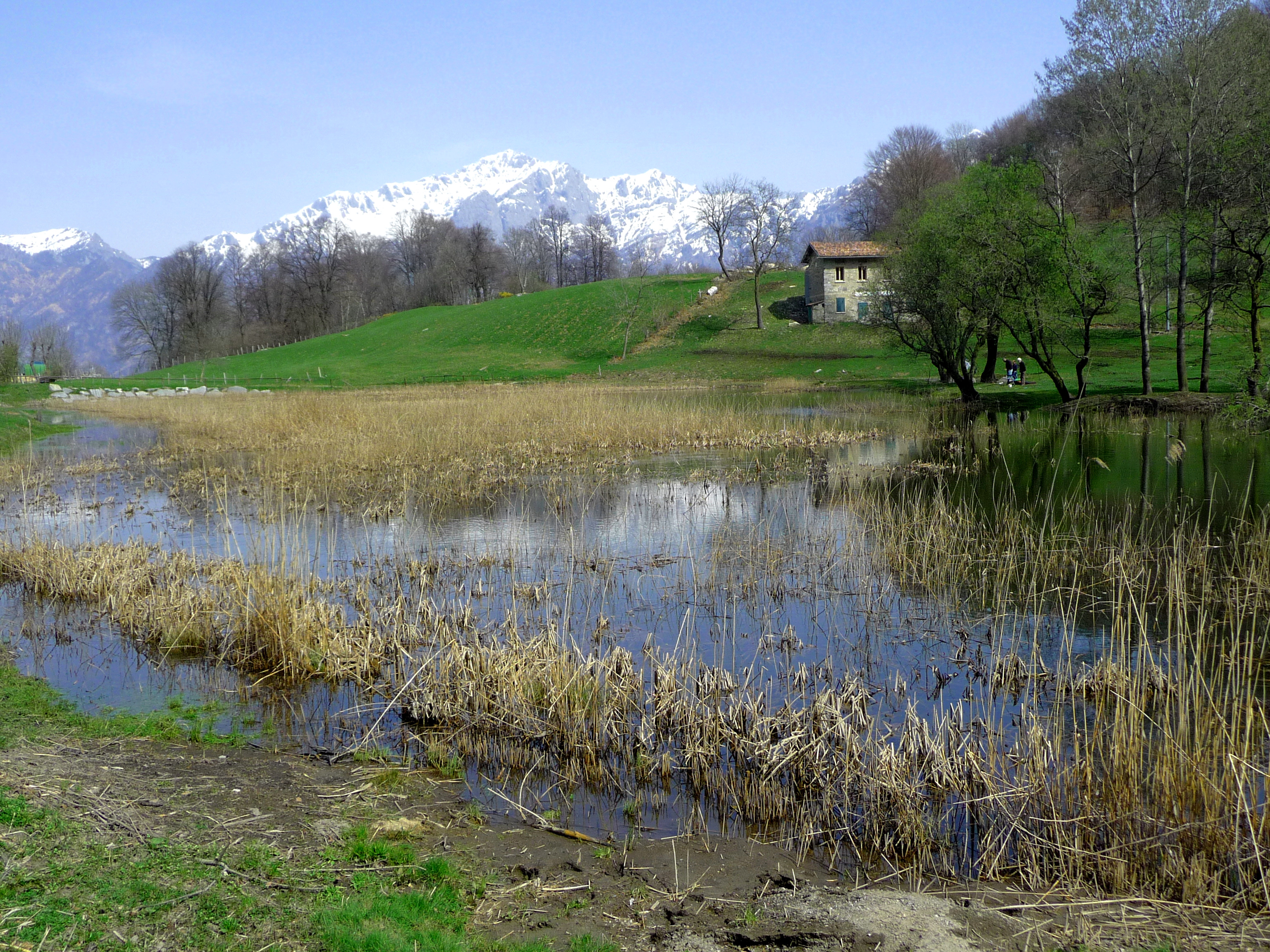
Laghetto di Crezzo, in località Conca di Crezzo

Lasnigo (Lasnigh in dialetto brianzolo, AFI: /laˈʒniːk/) è un comune italiano di 453 abitanti della provincia di Como in Lombardia. Il comune fa parte del cosiddetto Triangolo Lariano.

## Origini del nome
Attestato come Asenigo, secondo alcuni il suo nome deriverebbe dal nome latino di persona Asina, con l'aggiunta del suffisso -icus. Altre teorie ipotizzano invece un'origine dall'espressione Asuicus , condensazione delle parole Assi e vicus, cioè "vico di Asso".

## Storia
Il ritrovamento, nel territorio lasnighese, di punte di freccia in selce e di capanne preistoriche lascia intendere che la zona fosse frequentata dall'uomo già prima degli albori della storia.
Da Lasnigo, in epoca romana, passava la via Mediolanum-Bellasium, strada romana che metteva in comunicazione Mediolanum (Milano) con Bellasium (Bellagio). La presenza romana sul territorio lasnighese è inoltre attestata da alcuni reperti d'epoca, tra cui:
- una lapide in cui è citato un tale Caio Alebo, soldato della IX regione romana;[4]
- alcune tombe a inumazione e a incenerizione databili al II secolo, ritrovate nella parte più antica del paese e comprensive di corredo furerario[4].

Nel periodo medievale Lasnigo costiuiva un borgo circondato da mura e provvisto di due torri fortificate.
Nel XII secolo, Lasnigo parteggiò per Milano durante la Guerra decennale contro Como. Nella successiva guerra tra i comuni lombardi e l'imperatore Federico Barbarossa, Lasnigo aderì, assieme ad Asso, alla Lega Lombarda. A seguito della pace di Costanza, Lasnigo tornò alle dipendenze dell'arcidiocesi di Milano.
Nel XIII secolo, a seguito di una serie di esondazioni del Lambro, gli abitanti abbandonarono la zona attorno alla chiesa di sant'Alessandro per spostarsi sulla sponda opposta del fiume.
Un atto del 1414 testimonia la presenza di un castello a Lasnigo.
Inserito nel Ducato di Milano a partire dal 1409, il paese di Lasnigo faceva parte della comunità generale della Valassina, che a partire dal 1441 divenne, assieme alla pieve di Incino oggetto di varie concessioni feudali da parte dei duchi milanesi. Il primo feudatario fu Tomaso Tebaldi di Bologna, al quale nel 1533 subentrarono gli Sfondrati. Nel 1751, il comune di Lasnigo e il relativo cassinaggio di Dossellino risultavano infeudati all'ultimo esponente della famiglia degli Sfondrati, alla morte del quale (1788) tutta la Valassina ritornò alla Regia Camera del Ducato di Milano per mancanza di discendenti in grado di ereditare il beneficio feudale.
Un decreto di riorganizzazione amministrativa del Regno d'Italia napoleonico datato 1807 sancì, per il comune di Lasnigo, l'annessione dei soppressi comuni di Magreglio, Barni, Caglio e Sormano ed uniti. La decisione fu tuttavia abrogata con la Restaurazione.
Nel 1977 la località Fornace fu teatro del ritrovamento archeologico di un'antica fornace, la cui esistenza era già attestata nel 1430.
Nel 1987 in località Conca di Crezzo avvenne la tragedia del Volo Aereo Trasporti Italiani 460.

### Simboli
Lo stemma è molto simile a quello del comune di Barni ed è in uso pur privo di formale decreto di concessione.
Nel primo quarto è raffigurata la chiesa di Sant'Alessandro, adagiata su un rilievo all'inizio del paese; nel secondo e terzo è riprodotto il blasone della famiglia Sfondrati della Riviera; infine una torre.

## Monumenti e luoghi d'interesse

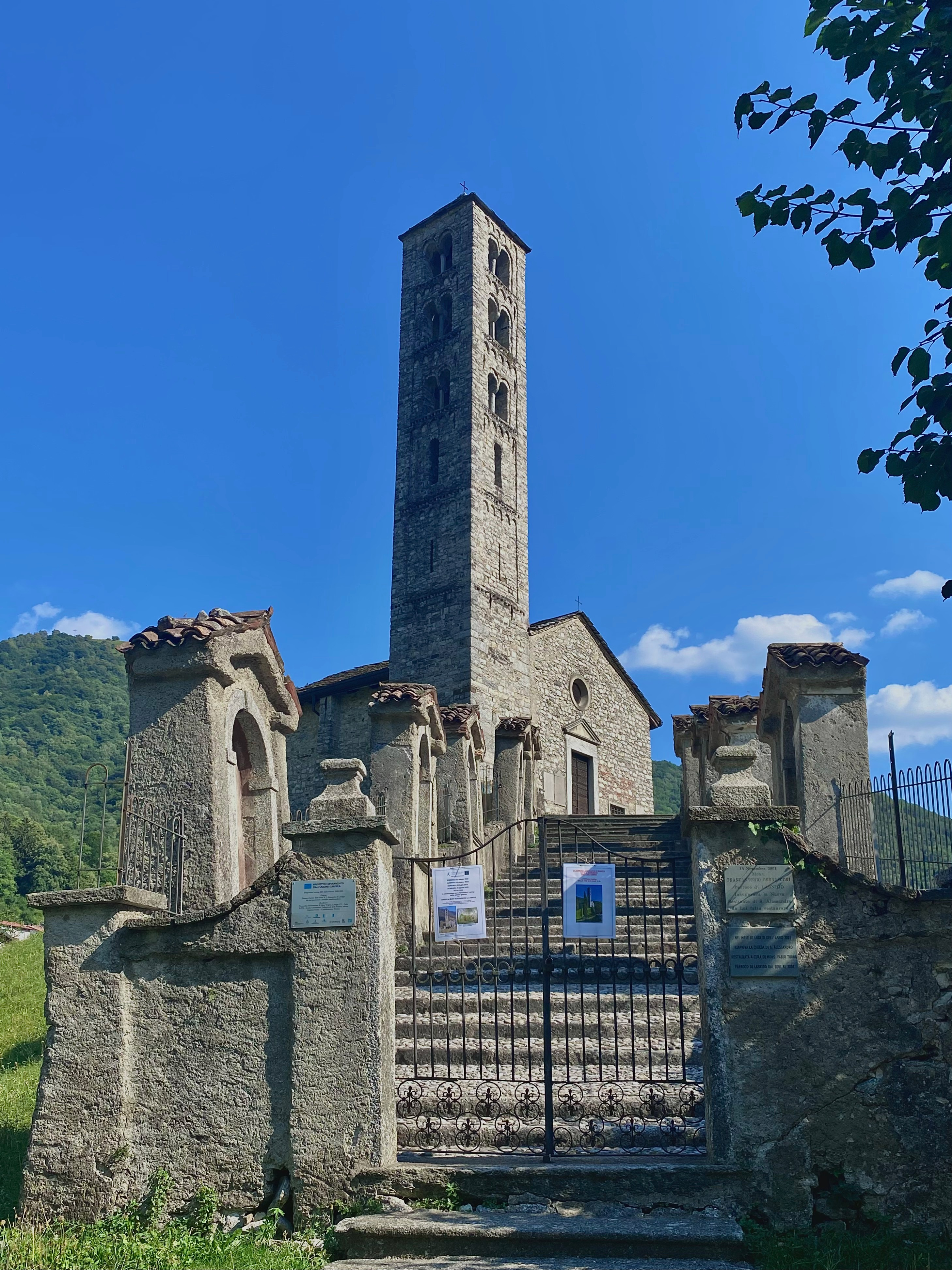
Chiesa di Sant'Alessandro

### Architetture religiose

#### Chiesa di Sant'Alessandro
La chiesa di Sant'Alessandro, posta sul culmine di una collinetta nelle vicinanze di Lasnigo lungo la strada che collega Erba a Bellagio, è una delle costruzioni romaniche più significative della Valassina, con un campanile del XIII secolo e un ciclo d'affreschi interni di notevole bellezza del XV secolo, da ammirare la Crocifissione di Andrea De Passeri di Torno del 1513. Bello l'esterno circondato dalle cappelle settecentesche della Via Crucis.

#### Chiesa della Presentazione della Beata Vergine Maria
Voluta da san Carlo Borromeo, la chiesa della Presentazione della Beata Vergine Maria (1640-1680) è attestata come parrocchiale negli atti della visita pastorale dell'arcivescovo Andrea Carlo Ferrari datata 1898. All'interno della chiesa si conserva un dipinto attribuito alla scuola del Luini, raffigurante Gesù Bambino e la Madonna con i santi Giovanni Battista e Pietro.

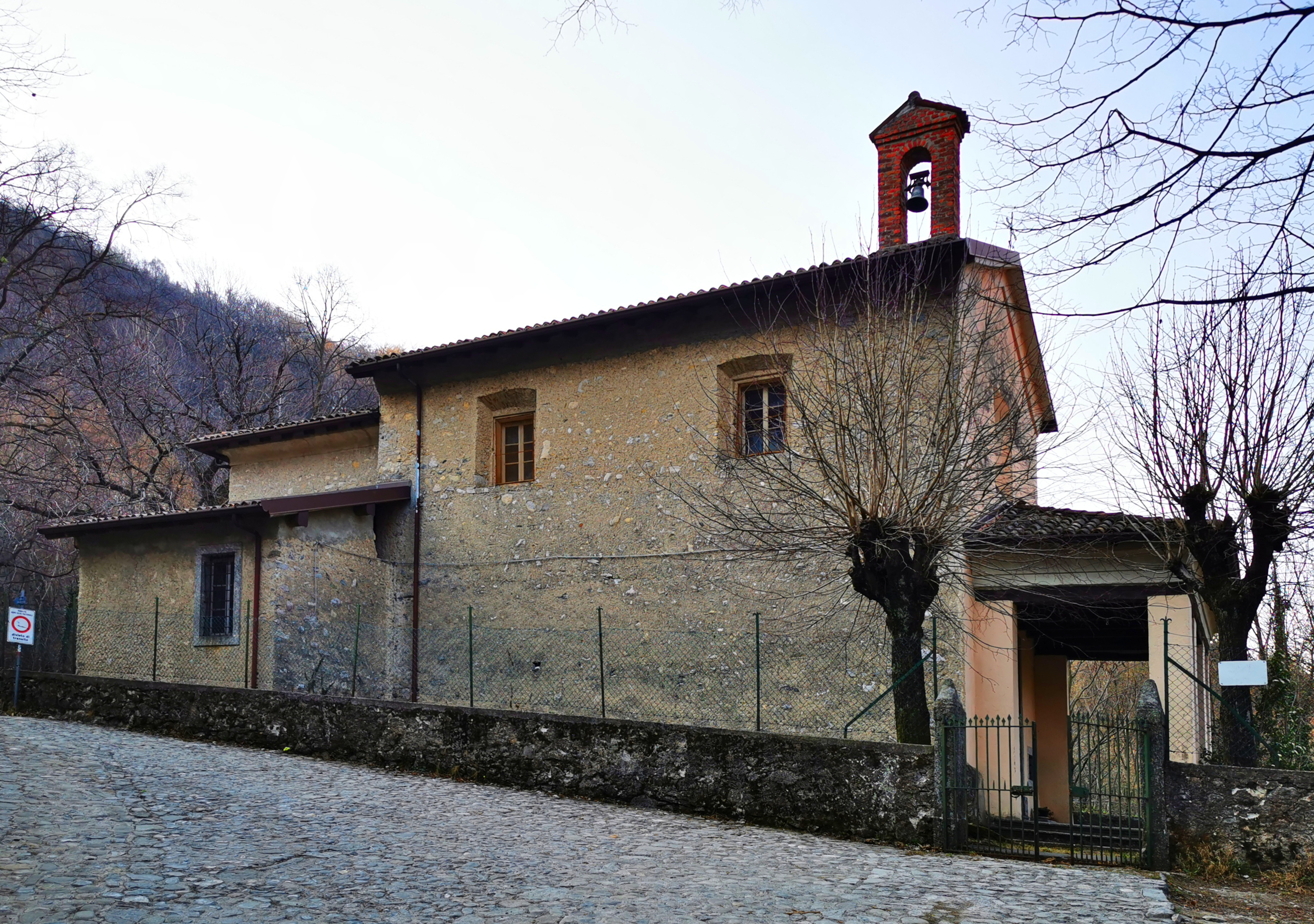
Chiesa dei Morti di Valmorana

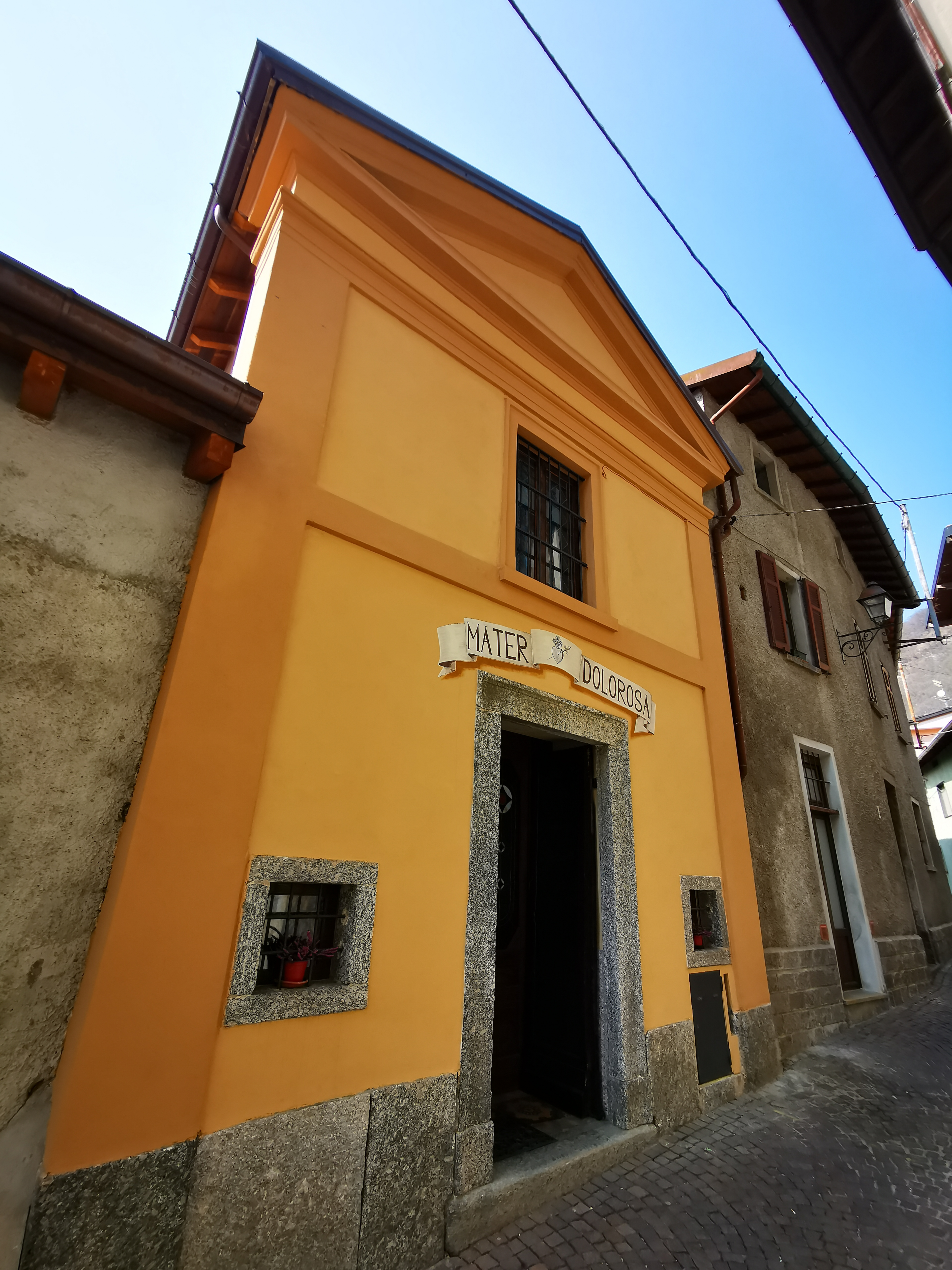
Oratorio dell'Addolorata

#### Altre architetture religiose
- Chiesa dei Morti di Valmorana, nota anche come Oratorio di San Giuseppe, in località Valmorana.
- Oratorio dell'Addolorata

### Altro
- Nella piazza del paese si trova una fontana, costruita su un masso avello[5], che riporta una lapide risalente all'epoca romana[4].
- La località Furnass (Fornace) deve il suo nome, appunto, alla presenza di una fornace medievale[4][5].

## Società

### Evoluzione demografica

#### Demografia pre-unitaria
- 380 nel 1751[7]
- 505 nel 1771[8]
- 463 nel 1799[9]
- 537 nel 1805[9]
- 1952 nel 1809 dopo annessione di Barni, Caglio, Magreglio e Sormano[9]
- 446 nel 1853[18]

#### Demografia post-unitaria
Abitanti censiti

## Economia
Il territorio di Lasnigo comprende numerose località che devono il loro nome alle attività economiche in esse anticamente svolte:
- Fornace, compresa tra il Lambro e il ruscello proveniente dall'area detta dei Morti di Valmorana;
- Pra Marcà, ai confini con Asso, il cui nome derivererebbe dalla presenza di un antico mercato;
- Ruginada, sulla strada per Crezzo, località morenica che in passato ospitava una cava d'inerti;
- Canavee, terrazzamenti a ovest dell'abitato degradanti verso il Lambro, nei quali si lavorava la canapa.

Fino alla metà del Novecento Lasnigo ospitava numerosi picasass, ossia artigiani dediti alla lavorazione della pietra, seguendo una tradizione risalente al XVIII secolo.
Per lungo tempo e fino alle soglie del III millennio l'economia si basava prevalentemente su attività agro-pastorali, su una piccola torcitura sulla produzione di carbone da legna e sulle attività legate alla presenza di due mulini ad acqua.
I residenti trovano oggi perlopiù impiego al di fuori dei confini comunali.